# ホストアプリケーション
ホストアプリケーションとは、プラグイン・アドイン・アプレット・エクステンションなどのプログラムが稼動基盤となるアプリケーションを必要とするときに寄生先となるアプリケーションのことを指す。
| スタブアイコン | サブスタブ | この項目は、まだ閲覧者の調べものの参照としては役立たない、コンピュータに関連した書きかけの項目です。この項目を加筆・訂正などしてくださる協力者を求めています（P:コンピュータ）。 |